# Alireza Akbari
Alireza Akbari (Shiraz, 21 ottobre 1961 – Iran, 14 gennaio 2023) è stato un politico iraniano naturalizzato britannico, viceministro della difesa dal 2000 al 2008 sotto il generale Ali Shamkhani durante la presidenza del riformista Mohammad Khatami.
Nel marzo 2019 fu arrestato dalle autorità iraniane mentre si recava nel Regno Unito e poi condannato a morte, senza un giusto processo, con l'accusa di spionaggio a vantaggio del Secret Intelligence Service (MI6) della Gran Bretagna. Fu giustiziato per impiccagione nelle prime ore del mattino del 14 gennaio 2023.

## Biografia
Divenne membro dell'organizzazione militare che attuò il cessate il fuoco tra i belligeranti che nel 1988 pose fine alla pluriennale guerra tra Iran e Iraq iniziato nel 1980.
Considerato vicino ad Ali Shamkhani, fu da questi nominato vice ministro della difesa quando quest'ultimo divenne ministro della difesa.
Dopo aver lasciato l'incarico di viceministro, si era trasferito nel Regno Unito, acquisendo poi la cittadinanza britannica.
Nel marzo 2019 fu arrestato durante un suo rientro in Iran. Spiegò di essere tornato nel paese dietro invito di un diplomatico di alto livello, nell'ambito delle trattative internazionali che si stavano svolgeno sull'accordo sul nucleare iraniano.
Il 12 gennaio 2023, i media iraniani legati allo Stato paese pubblicarono un video in cui si affermava che Akbari avrebbe avuto un ruolo nell'assassinio del principale scienziato nucleare iraniano, Mohsen Fakhrizadeh, vittima nel 2020 di un attentato fuori Teheran. Akbari non confessò di essere direttamente coinvolto nel complotto, ma disse che un agente britannico aveva chiesto informazioni su di lui. In seguito, scrisse alla sua famiglia dal carcere affermando di essere sotto pressione, anche attraverso la somministrazione di droghe, e di aver dovuto concedere confessioni estorte con la forza. BBC Persian Television diffuse un messaggio audio in cui diceva di essere stato torturato e costretto a confessare crimini che non aveva mai commesso.
Il governo britannico ritenne che le accuse non fossero fondate, ma il frutto di una macchinazione politica. In particolare, il  ministro degli esteri britannico, James Cleverly, respinse le accuse e chiese ripetutamente all'Iran di liberare Akbari.
In seguito all'insorgere delle proteste per la morte di Mahsa Amini, fu condannato a morte. La condanna fu eseguita il 14 gennaio 2023 tramite impiccagione.